# 虞潭
虞潭（264年—342年），字思奥，会稽郡余姚人（今浙江余姚）。東吳騎都尉虞翻之孙。晉朝時重要官員，多次出任朝內和地方官職，在東晉官至衛將軍。虞潭曾在屢次起兵平定多場叛亂，在協助東晉立國於南方並在其建立後維持其安穩都有極大的功勞。

## 生平
虞潭早年曾任揚州從事中郎和主簿，獲舉秀才。齊王司馬冏任大司馬掌政時，請其為祭酒，後歷任祁鄉縣令和醴陵縣令。太安二年（303年），義陽蠻族張昌據江夏叛亂，並攻陷多個郡縣和殺害身為宗室的鎮南大將軍司馬歆。在醴陵所在的荊州，很多郡縣因受張昌部眾的壓力而不敢反抗，但虞潭卻不畏懼，起兵並擊斬張昌將領鄧穆，終協助西晉於次年完全平定張昌叛亂。戰後因功獲封都亭侯。
永興二年（305年），右將軍陳敏據歷陽叛變，並派兵進攻江州。虞潭於是領兵到江州討伐陳敏弟陳讚。廣州刺史王矩當時上表讓虞潭領廬陵太守，成功綏撫當地受戰亂影響災民。虞潭後亦協助消滅陳敏進攻江州的主力陳恢，因轉南康太守，進爵東鄉侯。
永嘉五年（311年），因江州刺史華軼不受當時承制行事的晉元帝命令，令晉元帝下令討伐，虞潭亦受命進攻，但到廬陵時華軼已被周訪擊敗被殺害。但同時，當年正月爆發的杜弢之亂仍未平定，新任江州刺史衞展於是上表讓虞潭加領安成太守以作抵抗。杜弢之亂在建興三年（315年）被平定後，時任丞相的晉元帝召命他為丞相軍諮祭酒，轉琅琊國中尉。
東晉建立後，虞潭先後任屯騎校尉、右衞將軍及宗正卿。王敦之亂於永昌元年（322年）爆發，大將軍王敦率兵進攻建康，並攻入石頭城，虞潭與王導等六人率兵三道進攻石頭城但失敗。王敦事後掌握朝政，並回武昌遙控朝政。太寧二年（324年）虞潭因病而回鄉。但同年王敦派王含等人進攻建康以圖篡位，支持王敦的沈充亦拒絕朝廷招降而起兵響應王敦。虞潭知道後，便從家鄉餘姚招集宗族和郡中士族起義兵討伐沈充。晉明帝於是任命虞潭為冠軍將軍，領會稽內史。不久王含和沈充等人都兵敗被殺，王敦之亂被平定，虞潭於是罷兵。後先後遷任尚書和右衞將軍，加散騎常侍。
次年晉明帝死，晉成帝即位，朝廷任命虞潭為吳興太守，秩中二千石，加輔國將軍。並以討伐沈充之功而進封零陵縣侯。
咸和二年（327年），蘇峻之亂爆發，朝廷加虞潭督三吳、晉陵、宣城、義興五郡軍事。但次年建康就被蘇峻攻陷，並派軍進攻吳國內史庾冰，逼使庾冰棄吳國投奔會稽。虞潭以勢弱而不能獨力支撐，只能固守以待各方舉兵。而不久荊州刺史陶侃就被江州刺史溫嶠和中書令庾亮推為義軍盟主，虞潭亦與司空郗鑒和會稽內史王舒協同舉兵響應義軍。陶侃於是表虞潭為假節監浙西軍事，與王舒受郗鑒節度。於是東西義軍皆起。
雖然虞潭派遺的沈伊被蘇峻將領管商擊敗，虞潭自貶還節；王舒亦不能成功擊潰蘇峻軍，但最終陶侃領導的義軍仍成功於咸和四年（329年）平定蘇峻之亂。平亂後，虞潭以母親年老而離職回鄉，但不久就受詔轉鎮軍將軍、吳國內史，並進爵武昌縣侯。虞潭任內以倉庫庫存的米糧賑濟因為戰亂而陷入饑荒的人民，協助他們重建生活；又在青龙港（今上海）筑“沪渎垒”，以防海盜襲擊，为上海地区最早的军事防御设施。當地人民因而都倚靠虞潭。
咸康二年（336年）被徵為侍中、衞將軍。上任後改拜右光祿大夫、開府儀同三司，並給親兵三百人，侍中如故。七十九歲時在任內逝世。朝廷追贈左光祿大夫，諡號為孝烈。

## 性格特徵
虞潭堅貞有節操，而且雖然看起來溫和文弱，但其實心中堅定明確，有膽識去作出決定，故此雖然多次領軍征戰，但鮮有大敗。

## 家庭

### 父母
- 虞忠，虞潭父，仕至東吳宜都郡太守。晉滅吳之戰時為國死節。
- 孙氏，虞潭母，孙权的族孙女，曾多次支持虞潭起兵赴國難。

### 子女
- 虞仡，嗣侯，在晉官至右将军司马。
- 虞楚，蘇峻之亂時被虞潭任命為督護。

### 孫兒
- 虞啸父，虞仡子，东晋大臣。官至護軍將軍，會稽內史。

### 侄子
- 虞𩦎

## 延伸阅读
[在维基数据编辑]
 《晉書·卷076》，出自房玄齡《晉書》